# Gran Premi del Canadà del 1996

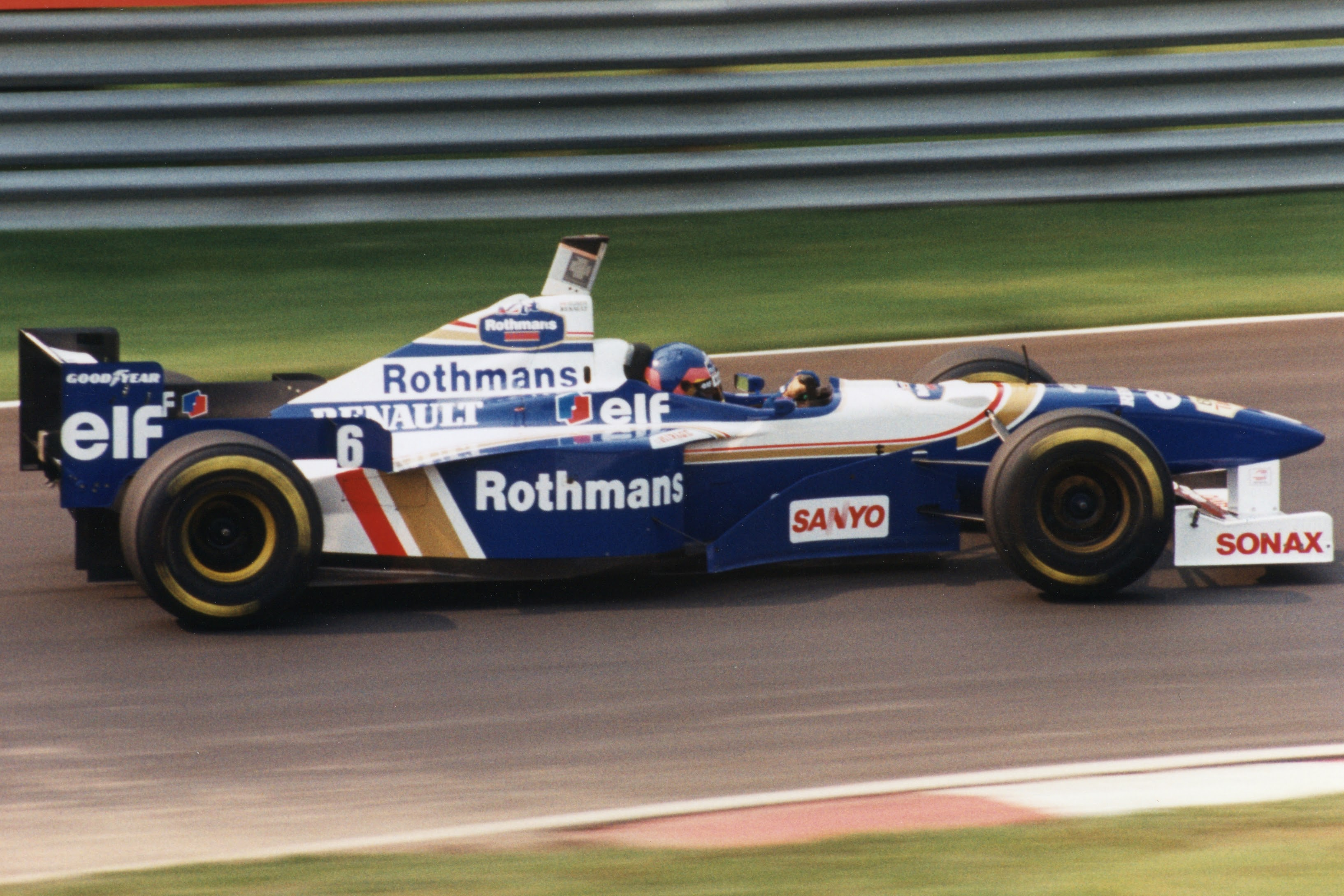
Jacques Villeneuve amb el Williams corrent el GP del Canadà. Va acabar 2n.

Resultats del Gran Premi del Canadà de Fórmula 1 de la temporada 1996, disputat al circuit urbà de Gilles Villeneuve a Mont-real el 16 de juny del 1996.

## Resultats de la cursa
| Posició  | Número | Pilot                 | Equip                  | Voltes | Temps/ Retirada  | Posició de sortida | Punts |
| -------- | ------ | --------------------- | ---------------------- | ------ | ---------------- | ------------------ | ----- |
| 1        | 5      | Damon Hill            | Williams - Renault     | 69     | 1h 36' 03,4"     | 1                  | 10    |
| 2        | 6      | Jacques Villeneuve    | Williams - Renault     | 69     | + 4.183 "        | 2                  | 6     |
| 3        | 3      | Jean Alesi            | Benetton - Renault     | 69     | + 54.656 "       | 4                  | 4     |
| 4        | 8      | David Coulthard       | McLaren - Mercedes     | 69     | + 1' 03.673 min. | 10                 | 3     |
| 5        | 7      | Mika Häkkinen         | McLaren - Mercedes     | 68     | + 1 Volta        | 6                  | 2     |
| 6        | 12     | Martin Brundle        | Jordan - Peugeot       | 68     | + 1 Volta        | 9                  | 1     |
| 7        | 14     | Johnny Herbert        | Sauber - Ford          | 68     | + 1 Volta        | 15                 |       |
| 8        | 21     | Giancarlo Fisichella  | Minardi - Ford         | 67     | + 2 voltes       | 16                 |       |
| Retirada | 20     | Pedro Lamy            | Minardi - Ford         | 44     | Col·lisió        | 19                 |       |
| Retirada | 22     | Luca Badoer           | Forti F1 - Ford        | 44     | Caixa de canvis  | 20                 |       |
| Retirada | 4      | Gerhard Berger        | Benetton - Renault     | 42     | Virolla          | 7                  |       |
| Retirada | 1      | Michael Schumacher    | Ferrari                | 41     | Palier           | 3                  |       |
| Ret      | 9      | Olivier Panis         | Ligier - Mugen - Honda | 39     | Motor            | 11                 |       |
| Ret      | 19     | Mika Salo             | Tyrrell - Yamaha       | 39     | Motor            | 14                 |       |
| Ret      | 10     | Pedro Diniz           | Ligier - Mugen - Honda | 38     | Motor            | 18                 |       |
| Ret      | 11     | Rubens Barrichello    | Jordan - Peugeot       | 22     | Embragatge       | 8                  |       |
| Retirada | 23     | Andrea Montermini     | Forti F1 - Ford        | 22     | Part elèctrica   | 22                 |       |
| Retirada | 15     | Heinz-Harald Frentzen | Sauber - Ford          | 19     | Caixa de canvis  | 12                 |       |
| Retirada | 17     | Jos Verstappen        | Footwork - Hart        | 10     | Motor            | 13                 |       |
| Ret      | 16     | Ricardo Rosset        | Footwork - Hart        | 6      | Col·lisió        | 21                 |       |
| Ret      | 18     | Ukyo Katayama         | Tyrrell - Yamaha       | 6      | Col·lisió        | 17                 |       |
| Ret      | 2      | Eddie Irvine          | Ferrari                | 1      | Suspensions      | 5                  |       |

## Altres
- Pole: Damon Hill 1' 21. 059
- Volta ràpida: Jacques Villeneuve 1' 21. 916 (a la volta 67)